# Ga Hoeryong
Ga Hoeryong (Tiếng Hàn: 회룡역, Hanja: 回龍驛) là ga trung chuyển giữa Tàu điện ngầm vùng thủ đô Seoul tuyến 1 và Đường sắt nhẹ Uijeongbu ở Howon-dong, Uijeongbu-si, Gyeonggi-do.

## Lịch sử
- 2 tháng 9 năm 1986: Khai trương kinh doanh làm ga trung chuyển[2]
- 10 tháng 1 năm 1994: Hạ cấp xuống ga đơn giản không điều động (được chỉ định là quầy bán vé Euljong)[3]
- 21 tháng 12 năm 2005: Với việc khai trương Ga Dongmyo, số ga của Tuyến 1 thay đổi từ 112 thành 111.
- 1 tháng 7 năm 2012: Đường sắt nhẹ Uijeongbu mở cửa làm ga trung chuyển, ga tích hợp tạm thời mở
- 6 tháng 12 năm 2014: Chính thức khai trương nhà ga tích hợp

## Bố trí ga

### Tuyến số 1 (1F)
| ↑ Uijeongbu |
| \| ２       |
| Mangwolsa ↓ |

| １ | ● Tuyến 1 | ← Hướng đi Uijeongbu · Yangju · Dongducheon · Yeoncheon |
| ２ | ● Tuyến 1 | → Hướng đi Đại học Kwangwoon · Hoegi · Guro · Incheon → |

| Tuyến và hướng                                      | Chuyển tuyến nhanh |
| --------------------------------------------------- | ------------------ |
| Tuyến 1 (Hướng Yeoncheon) → Đường sắt nhẹ Uijeongbu | 5-3                |
| Tuyến 1 (Hướng Incheon) → Đường sắt nhẹ Uijeongbu   | 6-2                |

### Tuyến Uijeongbu (3F)
| Balgok ↑  |
| \| １     |
| ↓ Beomgol |

| １ | ● Tuyến Uijeongbu | ← Hướng đi Balgok                                                                        |
| ２ | ● Tuyến Uijeongbu | → Hướng đi Tòa thị chính Uijeongbu · Văn phòng chính quyền phía Bắc Gyeonggi · Tapseok → |

| Tuyến và hướng                                                                           | Chuyển tuyến nhanh |
| ---------------------------------------------------------------------------------------- | ------------------ |
| Đường sắt nhẹ Uijeongbu (Hướng Balgok) → Tuyến 1                                         | 2-1                |
| Đường sắt nhẹ Uijeongbu (Hướng Balgok) Đường sắt nhẹ Uijeongbu (Hướng Tapseok) → Tuyến 1 | 1-1                |

## Xung quanh nhà ga
- Ngân hàng Kookmin Chi nhánh ga Hoeryong
- Trường tiểu học Dongam
- Lotte Mart Chi nhánh Jangam
- Trường trung học Balgok
- Trường trung học cơ sở Balgok
- Trường tiểu học Balgok
- Ngân hàng Shinhan Chi nhánh Jangam
- Hợp tác xã nông nghiệp chăn nuôi Yangju Chi nhánh Hodong
- Ngân hàng Woori Chi nhánh ga Hoeryong
- Uijeongbu Nonghyup Chi nhánh ga Hoeryong
- Trung tâm phúc lợi xã hội thành phố Uijeongbu
- Bãi đậu xe đạp Uijeongbu
- Thư viện trẻ em Uijeongbu
- Trường tiểu học Jangam
- Trường tiểu học Hodong
- Trường trung học cơ sở Howon
- Trường tiểu học Howon
- Trung tâm phúc lợi hành chính Howon 2-dong
- Bãi đậu xe công cộng (chuyển tuyến) ga Hoeryong
- Đền Hoeryongsa
- Cơ quan quản lý nhân lực quân sự khu vực Gyeongin Văn phòng chi nhánh nhân lực quân sự phía Bắc của tỉnh Gyeonggi-do
- Đơn vị cảnh sát tàu điện ngầm Cơ quan cảnh sát phía bắc tỉnh Gyeonggi-do

## Hình ảnh

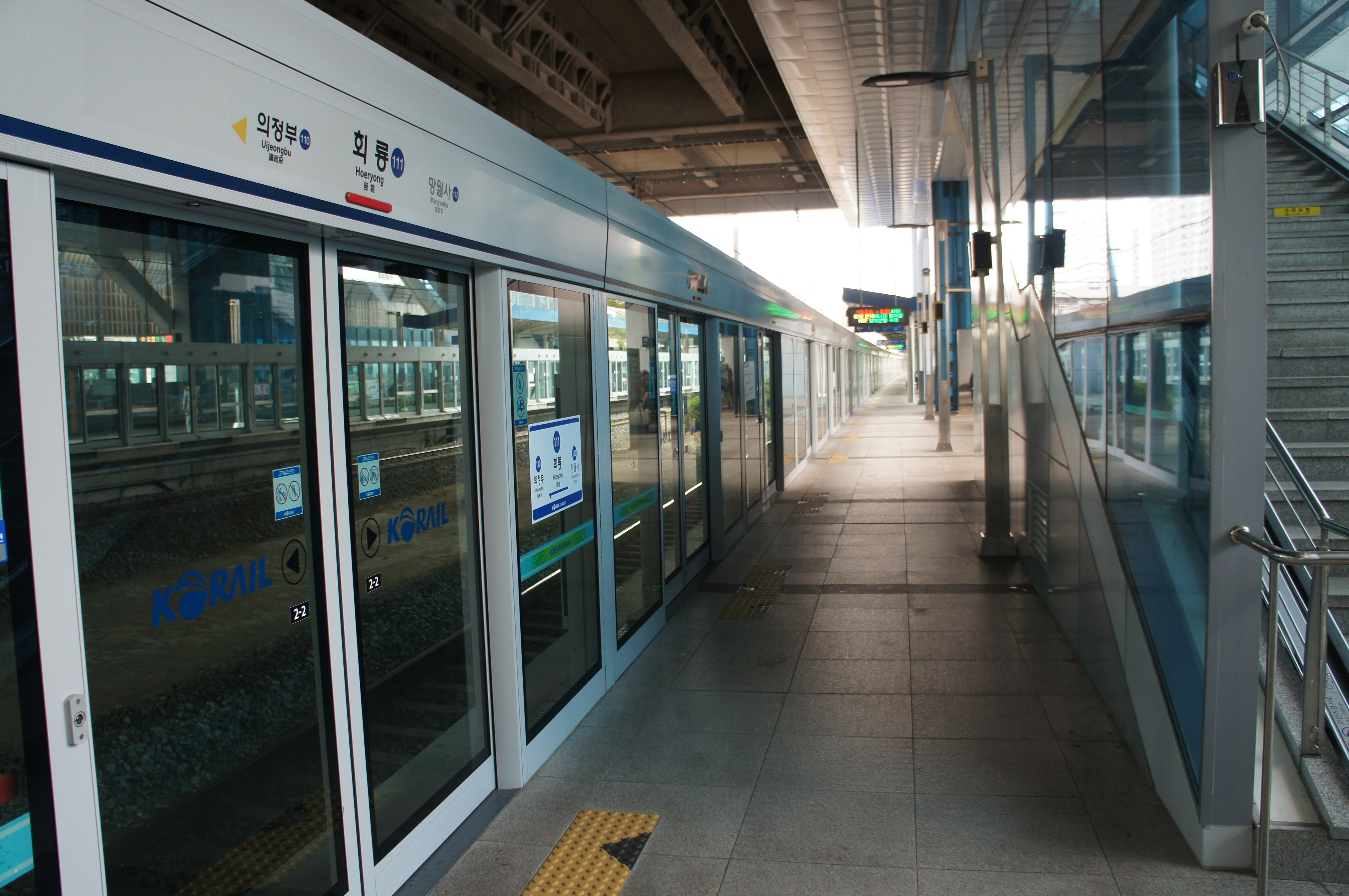
Sân ga
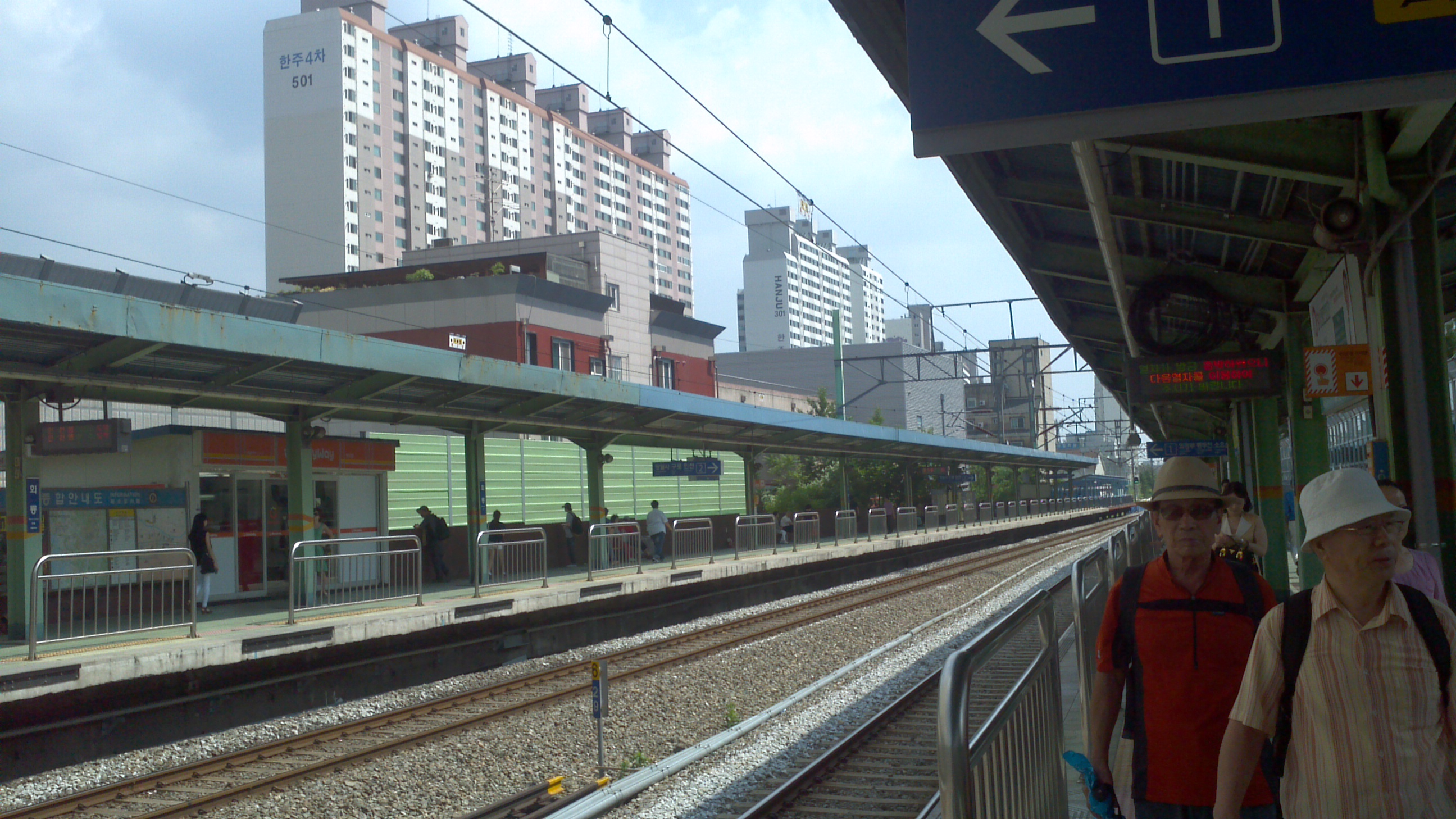
Sân ga (Hướng Ga Mangwolsa, trước khi lắp đặt cửa chắn)
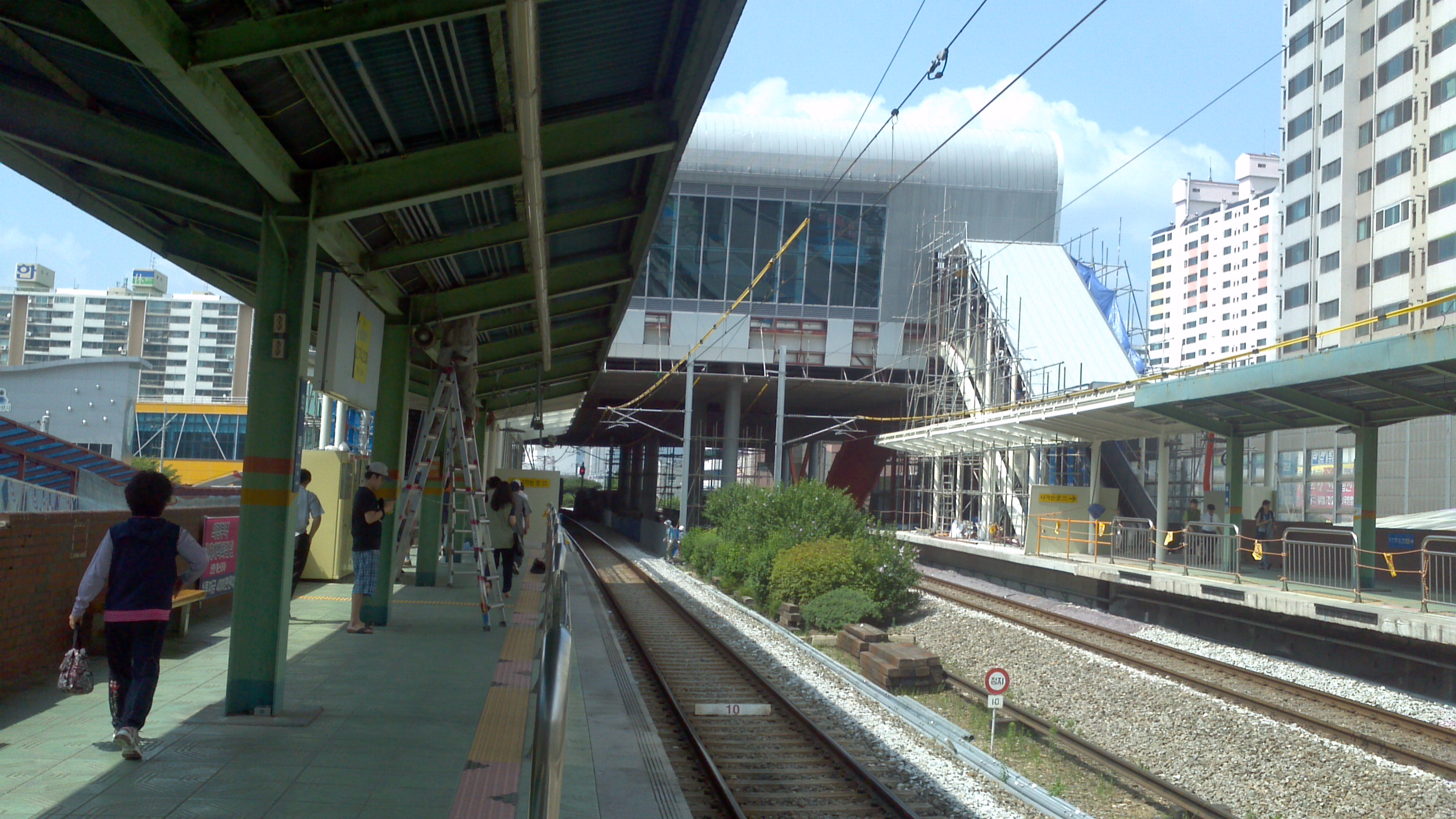
Sân ga (Hướng Ga Uijeongbu, trước khi lắp đặt cửa chắn)
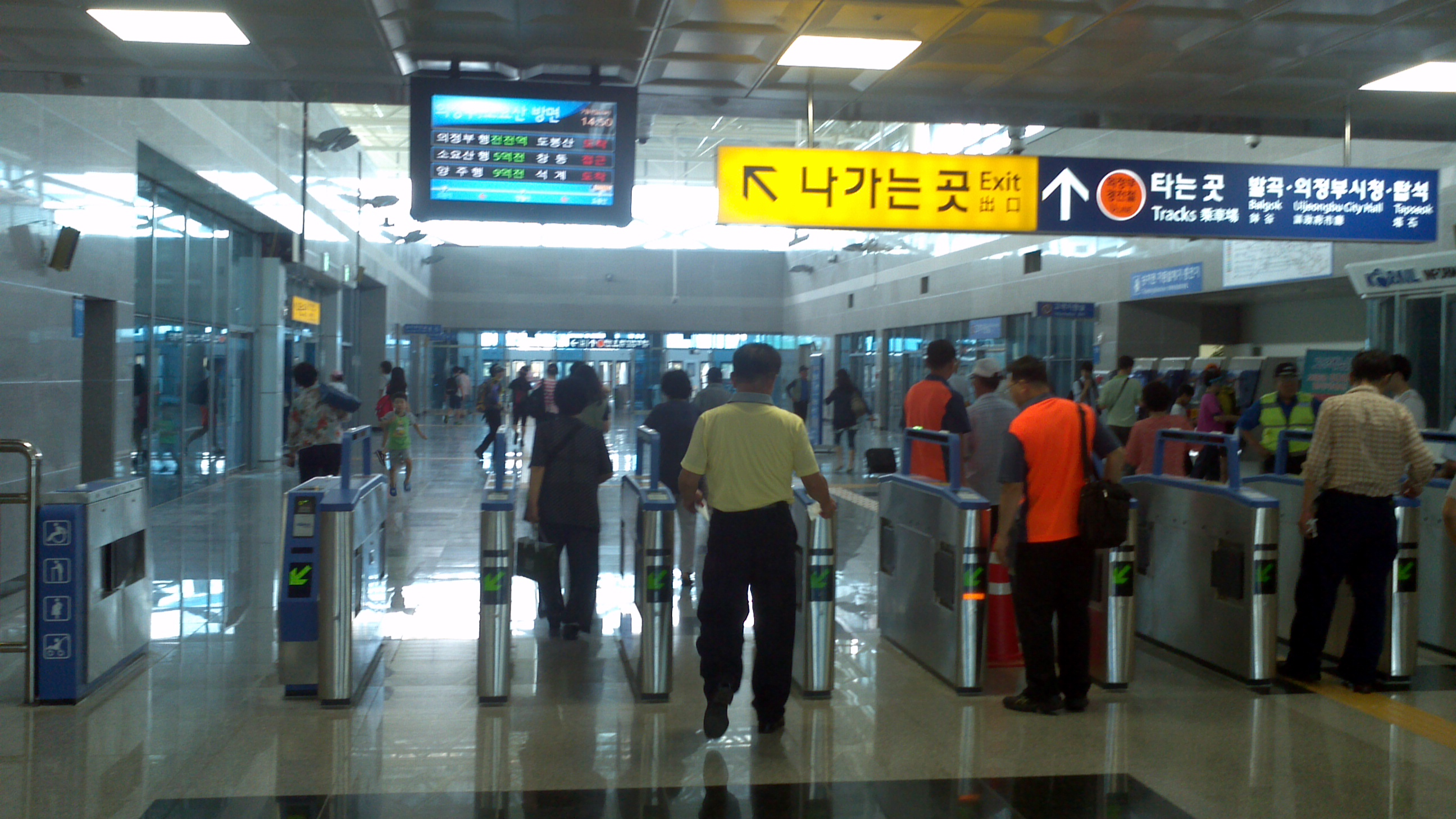
Lối đi chuyển tuyến & sảnh (tuyến 1)
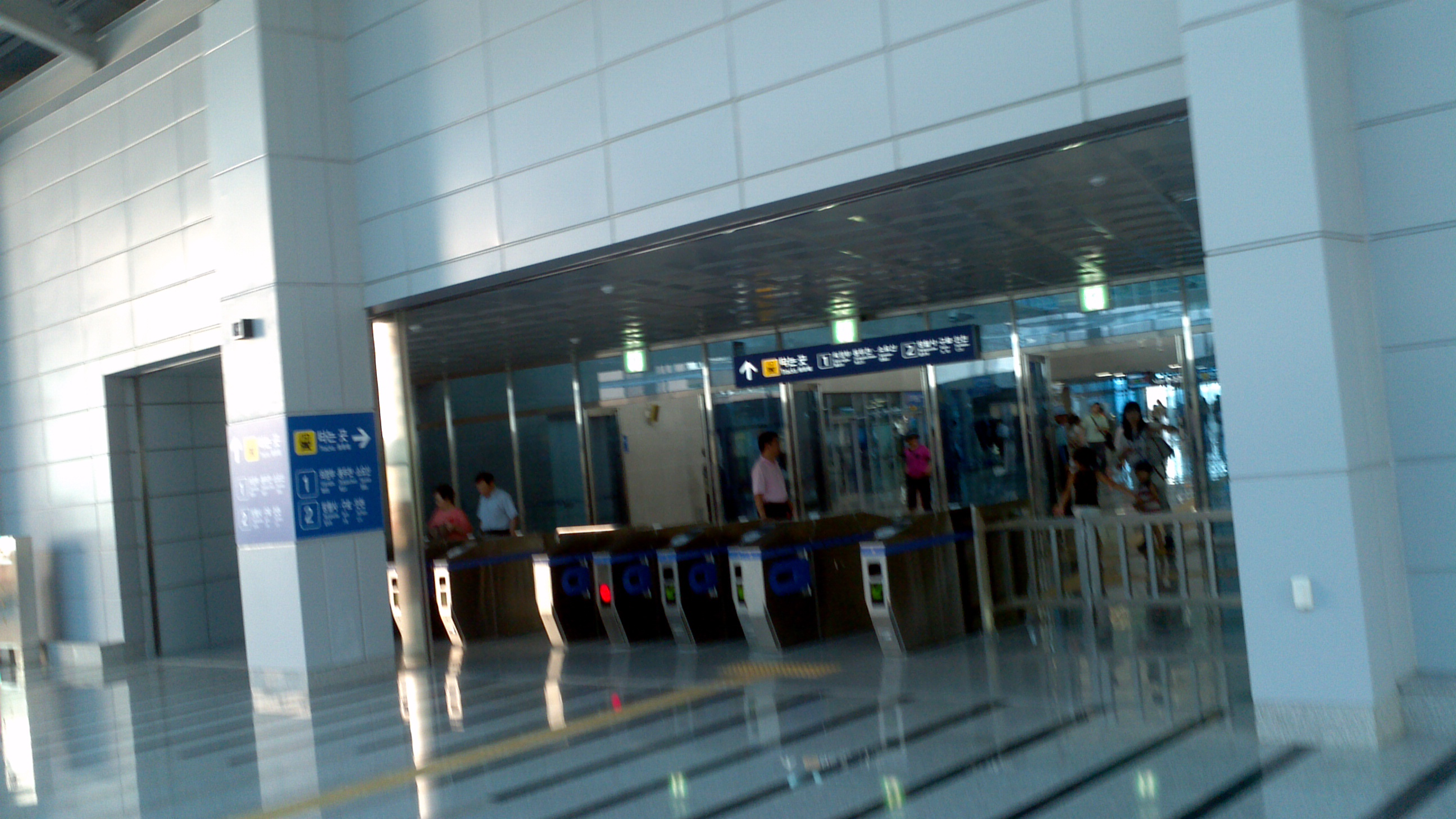
Lối đi chuyển tuyến (hướng đến tuyến 1)